# Cefalexine
Cefalexine is een halfsynthetisch antibioticum uit de groep van de cefalosporines van de eerste generatie.
Cefalexine heeft een brede werking tegen zowel grampositieve als gramnegatieve bacteriën, hoewel een aantal bacteriën er resistent tegen is. Cefalexine is een tweede keus bij bacteriële infecties: het wordt ingezet wanneer eerstelijnsmiddelen zoals penicilline of doxycycline niet kunnen gebruikt worden of niet voldoen.
Cefalexine kan gebruikt worden bij verschillende soorten infecties, waaronder infecties van de luchtwegen, bronchitis, keelontsteking, middenoorontsteking, bijholteontsteking, blaasontsteking en huidinfectie.
Cefalexine is sinds 1970 internationaal op de markt. Het is verkrijgbaar in tabletvorm voor oraal gebruik. Het werd geïntroduceerd door Eli Lilly and Company, die de merknamen Keftab en Keflex gebruikte. Er zijn inmiddels verschillende andere leveranciers van generieke middelen met de stof, die verkrijgbaar zijn onder allerlei merknamen of als generiek cefalexine.
De stof is opgenomen in de lijst van essentiële geneesmiddelen van de WHO